# Swan (arma nuclear)
Swan foi uma arma nuclear de fissão intensificada produzido pelos Estados Unidos da América, um dispositivo Swan foi testado em 22 de junho de 1956 com a alcunha de Inca, rendendo 15 quilotons, ele tiha 58 cm de comprimento, 29,5 cm de diâmetro e pesava 46,7 kg.

## Objetivos
- Como o fosso comprimido não necessita de ver mantida a sua integridade estrutural durante tanto tempo, a calçadeira massiva de U-238 pode ser substituída por uma concha de berílio muito mais leve, reflectindo de volta para o fosso neutrões que se escapem. O diâmetro é, assim, reduzido.
- A massa do fosso pode ser reduzida para metade sem reduzir a potência da arma. O diâmetro é, novamente, reduzido.
- Visto que a massa do metal a ser implodido (calçadeira e fosso) é reduzida, a carga de alto explosivo necessária é também menor, reduzindo o diâmetro ainda mais.